# Primera División 1914 (FAF)
La Primera División 1914, organizzata dalla Federación Argentina de Football e disputatasi dal 5 aprile all'8 novembre, si concluse con la vittoria del Porteño.

## Classifica finale[1]
|    | Classifica finale    | Pti | G  | V  | N | P  | GF | GS | DR  |
| -- | -------------------- | --- | -- | -- | - | -- | -- | -- | --- |
| 1. | Porteño              | 24  | 14 | 10 | 4 | 0  | 46 | 18 | +28 |
| 2. | Estudiantes          | 21  | 14 | 9  | 3 | 2  | 31 | 16 | +15 |
| 3. | Independiente        | 19  | 14 | 7  | 5 | 2  | 27 | 13 | +14 |
| 4. | Kimberley            | 12  | 14 | 5  | 2 | 7  | 21 | 39 | -18 |
| 5. | Gimnasia (BA)        | 11  | 14 | 4  | 3 | 7  | 19 | 20 | -1  |
| 5. | Hispano Argentino    | 11  | 14 | 4  | 3 | 7  | 25 | 29 | -4  |
| 7. | Atlanta              | 10  | 14 | 4  | 2 | 8  | 21 | 33 | -12 |
| 8. | Floresta             | 4   | 14 | 1  | 2 | 11 | 11 | 33 | -22 |
|    | Tigre                |     | 14 | ?  | ? | ?  | ?  | ?  | ?   |
|    | Argentino de Quilmes |     | 7  | ?  | ? | ?  | ?  | ?  | ?   |

## Classifica marcatori[5]
| Gol |  |  | Giocatore          | Squadra           |
| --- |  |  | ------------------ | ----------------- |
| 11  |  |  | Norberto Carabelli | Hispano Argentino |